# BM Puente Genil
O Club Balonmano Puente Genil é um clube de handebol sediado em Puente Genil, Espanha. Atualmente compete na Liga ASOBAL.